# 柯林頓與萊文斯基醜聞

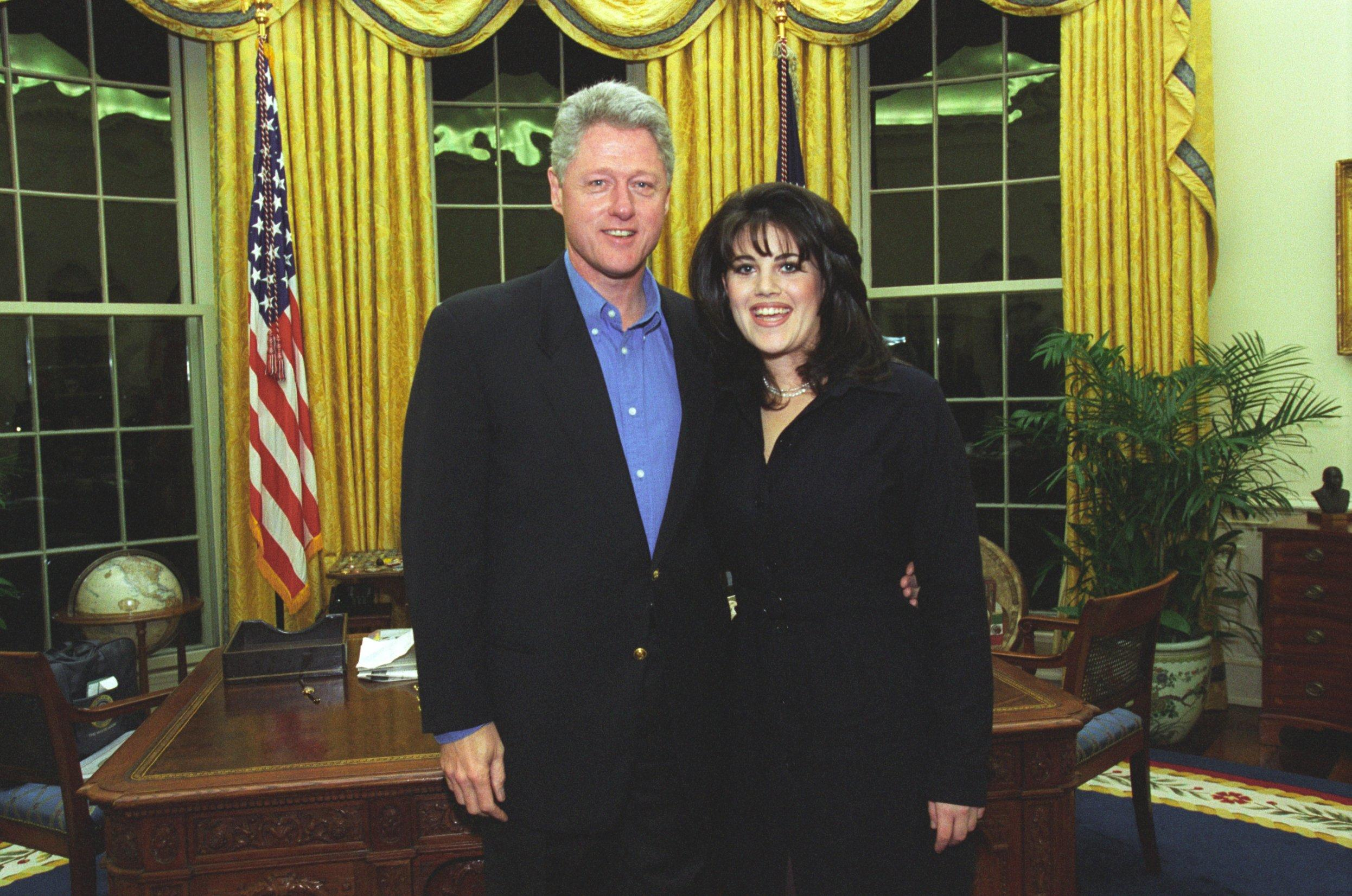
時任美國總統比爾·柯林頓与当事人莫妮卡·萊溫斯基（1997年）

克林頓-陸文斯基醜聞，是指1998年初被曝光的时任美國總統比爾·克林頓與白宫女實習生莫妮卡·萊溫斯基之间的性醜聞，該事件引發了一系列调查和对克林顿的弹劾案，获得了美国和国际社会的相当关注。

## 經過
1995年11月，由共和黨控制的美國國會為了預算問題而與白宮抗爭，凍結了美國聯邦政府預算開支，許多政府僱員都不能上班，造成了包括白宮在內的許多政府機關空空蕩蕩。就是在這樣的一個大環境下，克林顿和白宮實習生莫妮卡·萊溫斯基邂逅、調情、並發展為情人關係。
克林顿和萊溫斯基的親密關係維持了5個月。雖然外界並不知情，但是在總統周遭的執勤人員之間卻是公開秘密。1996年4月，萊溫斯基的上司擔心她與總統关系过于亲密，於是把她調職到國防部。
萊溫斯基在國防部認識了琳達·崔普，兩人成為閨中密友。萊溫斯基自然而然對崔普透露自己與總統偷情的各種秘聞。但她不知道，關於這個滔天秘密的完整電話內容被崔普秘密錄音，成為日後醜聞爆發的確鑿物證之一。
1998年1月，寶拉·瓊斯性騷擾案的原告律師開始搜集總統拈花惹草的證據，試圖藉以證明總統的好色性格。萊溫斯基呈交了書面證詞宣稱自己沒有和總統往來，又試圖說服崔普幫她圓謊，但崔普不願冒偽證罪的危險，於是將她的錄音帶拿給了白水案特別檢察官肯尼斯·斯塔爾。而后史達介入這宗桃色事件的調查。
克林顿一開始已否認跟萊溫斯基有染。在公開的場合以及宣誓作證的情況下，他都斬釘截鐵地宣稱自己和萊溫斯基沒有性關係。克林顿賴以理直氣壯地撒謊的邏輯是，由於萊溫斯基只为其口交，没有性交，自己只是接受服務的一方，因此不算有性關係。
但是錄音帶以及萊溫斯基的詳細日記迫使事實和盘托出，而萊溫斯基所提供的證據又證明總統說了謊。最關鍵的證據是一件沾有總統精液的藍色洋裝，萊溫斯基原想把它留作紀念，沒想到卻留下了總統的DNA證據。當化驗結果出爐，克林顿總統不得不對全國發表講話，向人民道歉，承認自己和萊溫斯基有不正當的交往。

## 克林頓遭彈劾
共和黨因此抓住了克林顿的污点，并依照刑事罪名偽證罪對他提出了彈劾。担任眾議院議長的共和黨人紐特·金里奇把此事件提升至憲法層面，但他們的行為沒有被選民認同；1998年期中選舉原應有所斬獲的共和黨遭受小敗，自1822年以來，過去成功連任的總統通常在任期第六年的期中選舉中，其所屬政黨遭遇挫敗及喪失議席，但這次卻是例外。但克林顿也承認是咎由自取，按照他自己在回憶錄中的說法，是他「給了政敵們一把刀子，而他們把刀子刺進了他的心臟」。
克林頓成為美國歷史上第二位被彈劾的總統，但是最終沒有被定罪，而這也是預計之中。因為按照美國憲法規定，在眾議院提出並通過對總統的彈劾定罪及指控後，控罪後在參議院進行審判，由美國最高法院首席大法官威廉·藍奎斯特擔任審判長，全部參議員作為陪審團，眾議院則派出十五名眾議員擔任檢察官。根據憲法，必須有2/3參議員（67票）投贊成票，控罪才能成立。結果所有民主黨參議員及部分共和黨參議員皆投反對票，投贊成票的參議員甚至沒有過半數（包括有部分共和黨參議員投下反對票）；總統的控罪不成立。整個事件才終於落幕。

## 影響
由於克林頓在案件中作假，使克林頓的政治對手、共和黨藉眾議院議長金里奇大造文章，並推動克林顿弹劾案。但不少的焦點還是關於道德方面：婚外情、婚外性行為发生在总统这样一位公众人物身上，便不再纯然是一个一般的个人道德问题。共和黨保守派、福音派教会和部分教育界的人出都指責克林頓身為公眾人物卻做出如此行为不对他弹劾如何为美国人树立正確的典範。但更多人認為，克林頓在事件中的「錯誤」並不在其婚外情及婚外性行為，而是作假口供妨礙司法公正（數次公開否認與萊溫斯基的親密關係，包括在大陪審團中作偽證），而這也是共和黨彈劾克林頓的根本理由。事實上，不少自由派及民主黨人也不齒於克林頓的所作所為，但他們認為這不過只是總統的私生活，並認為總統的私生活不應提升至公共及政治層面。在彈劾案中，除了少數保守派民主黨人跟隨共和黨投贊成票外，絕大部分民主黨人均反對彈劾克林頓，並支持他完成總統任期。
而在政治鬥爭期間，不少共和黨議員也爆發婚外情醜聞，包括共和黨的眾議院議長金里奇及後來退出眾議院議長提名的利文斯通（Bob Livingston），亦使共和黨備受質疑旨在打擊克林頓的政治動機。但公眾出於對克林頓的厭惡在一定程度上也影響其夫人希拉里·克林頓日后的政治仕途，往後其在競選參議員及總統等公職時的政治對手均提及相關事件；2016年希拉里竞选总统落败，此事件被认为是败选原因之一。
萊溫斯基事件突顯出克林頓夫婦成為備受保守派人士針對的批評對象，一系列醜聞如桃色關係（如這起事件）和商業交易弊案（如白水事件）均於克林頓在任期間被共和黨及保守派針對性攻擊。副總統在2000年美國總統選舉中特意找來了同黨立場保守的參議員喬·李伯曼作副手，用意乃爭取保守派選民的認可並與克林頓保持距離而被認為與事件有關。